# La gran familia
La gran familia és una pel·lícula espanyola dirigida el 1962 per Fernando Palacios i interpretada en els seus principals papers per Albert Closas i Amparo Soler Leal. Va obtenir un gran èxit de taquilla en el seu moment i va ser reconeguda amb diversos guardons. El seu impacte en una generació d'espanyols va ser tal que va donar lloc a tres seqüeles, l'última d'elles rodada trenta-set anys més tard. És considerada com un dels principals exponents de la ideologia imperant durant el tardofranquisme.

## Sinopsi
Carlos Alonso i Mercedes Cebrián són pares de quinze fills de diferents edats. Tots ells viuen junt amb l'avi i depenen del treball de Carlos –aparellador pluriocupat– com a únic manteniment de la família, la qual cosa els situa en constants dificultats econòmiques. També compten amb el suport del padrí, pastisser de professió. A través de diferents episodis, se'ns narra la vida quotidiana de la família: una jornada habitual i completa del clan; la Primera comunió de dos dels fills; els exàmens finals de nou d'ells; les vacances a la Costa Daurada, època propícia per al romanç de diferents membres del clan; l'extraviament de Chencho, el fill petit, en la Plaça Mayor de Madrid i la seva posterior recuperació. L'arribada del primer televisor servirà per a anunciar l'arribada d'un nou fill.

## Producció
En la dècada de 1950 va tenir èxit en el cinema italià un tipus de comèdia rosa costumista amb pel·lícules com Domenica d'agosto (1950), Le ragazze di piazza di Spagna (1952) o Terza liceo (1954). El productor espanyol José Luis Dibildos va intentar traslladar aquest model al cinema espanyol amb la creació en 1956 de la productora Ágata Films. El millor exponent d'aquesta tendència és Las muchachas de azul, dirigida per Pedro Lazaga en 1957. Es tractava d'una «comèdia-mosaic» amb un realisme edulcorat, situada en un marc urbà contemporani, que reflectia una relació interclasista sense conflictes i estructurada a base de sketchés.
El jove productor Pedro Masó va estar atent a la fórmula d'èxit i va proposar a Jesús Rubiera, propietari d'Astúries Films, la creació de pel·lícules similars amb un equip estable de professionals especialitzats a la manera del cinema italià: els guionistas Vicente Coello, Antonio Vic, Rafael J. Salvia i el mateix Masó; els músics Adolfo Waitzman, Antón García Abril i Augusto Algueró; els directors de fotografia Alejandro Ulloa i Juan Mariné; el director artístic Juan Antonio Simont; els directors Fernando Palacios, José María Forqué, Ricardo Blasco o el ja citat Salvia; i els actors Tony Leblanc, Jorge Rigaud, Manolo Morán, Julia Caba Alba, José Isbert, Concha Velasco i uns altres. El seu primer gran èxit va arribar en 1958 amb Las chicas de la Cruz Roja i es va confirmar l'any següent amb El día de los enamorados. Tampoc van descurar opcions més esperpèntiques ancorades en la tradició hispana com Atraco a las tres (1962).
Encara que les seves obres emmalaltissin d'un excés d'estereotipació, l'actuació d'aquest equip professional consolidat va afavorir l'èxit d'un tipus de comèdia que tenia un estil unitari. En 1961, Masó va crear la seva pròpia productora i, amb un capital de dos mil pessetes, va intentar llançar el seu projecte sobre un feliç matrimoni amb quinze fills. El govern de l'època fomentava la natalitat, i les pel·lícules amb nens estaven de moda. Va trigar un any a aconseguir el capital necessari per a posar-la en marxa.
La pel·lícula va ser rodada a Madrid i Tarragona i va costar 6.300.000 pessetas de l'època, una quantitat important per a una producció espanyola.

## Guió
El guió és obra de Rafael J. Salvia, el propi Pedro Masó i Antonio Vich; els dos primers ja ben conjunyits per l'experiència prèvia en altres pel·lícules. L'argument, simple i melós, no té una trama contínua i està basat en una sèrie de situacions o sketchos que se succeeixen amb dinamisme, influït per les comèdies italianes per episodis posteriors al neorealisme i que retraten la quotidianitat de forma agredolça. El retrat coral i el ritme fluid són altres característiques comunes a aquest cinema. Destaquen els espurnejants diàlegs molt en la línia dels de Tono, Miguel Mihura, Enrique Jardiel Poncela i La Codorniz.
La pel·lícula es divideix en tres parts d'una mitja hora de durada cadascuna. La primera es desenvolupa durant la primavera i comença relatant un dia qualsevol en la vida de la família des del matí fins a la nit. Després passa a narrar l'episodi de la primera comunió de dos dels fills, resolta amb l'ajuda del padrí. Finalment, els exàmens finals dels fills majors posaran a prova els nervis dels pares i serviran de bestreta de la segona part. Aquesta porció s'enquadra en la comèdia rosa i té un to lleuger que barreja amb habilitat situacions còmiques i moralitzadores. La segona es desenvolupa durant l'estiu, temps vacacional en el qual tota la família roman unida gaudint d'unes vacances a la platja. El to és també lleuger però dona entrada a l'amor. Luisa —«la coqueta»— té el seu primer romanç amb un jove català, la visita del xicot de la filla gran serveix per a confirmar la seva relació, el padrí té un inesperat "ligue" estiuenc que acabarà en noces i els pares renoven el seu amor. Un to eròtic però perfectament cast i catòlic. L'episodi conclou amb una seqüència musical al costat del mar. La tercera part transcorre a l'hivern. Encara que no s'abandonen els tocs d'humor, és el terç més dramàtic. L'extraviament del petit Chencho donarà motiu als esforços de tota la família per recuperar-lo. El trist episodi acabarà feliçment amb l'anunci d'un setzè embaràs!
El guió va rebre el corresponent premi del Sindicat Nacional de l'Espectacle.

## Direcció
Quan Masó va encarregar Fernando Palacios la realització del projecte, el director aragonès ja tenia una sòlida experiència cinematogràfica. Nebot de Florián Rey, va ser aquest qui li va oferir l'oportunitat de formar-se com ajudant de direcció en algunes de les seves pel·lícules. Entre altres films de Rey, va intervenir en La aldea maldita (versió de 1942) i Brindis a Manolete (1948). Després assistí a l'hongarès Ladislao Vajda en pel·lícules com Marcelino, pan y vino (1955), Mi tío Jacinto (1956) o Un ángel pasó por Brooklyn (1957). També col·laborà en Las chicas de la Cruz Roja (1958). Amb aquesta sòlida formació pràctica, va poder fer el salt a la direcció realitzant la versió espanyola d'algunes coproduccions. El seu autèntic debut va arribar amb El día de los enamorados (1959), que va demostrar la seva vàlua i va suposar un gran èxit de taquilla. Li van seguir Juanito (1960) —novament amb el nen Pablito Calvo—, Tres de la Cruz Roja (1961), Siempre es domingo (1961) i Vuelve San Valentín (1962), seqüela de la primera. Palacios era un cas inusual entre els directors espanyols de l'època, perquè mai intervenia en la confecció dels guions de les seves pel·lícules.
Encara que Palacios havia treballat ja en pel·lícules amb repartiments extensos, La gran família suposava un repte que només va poder afrontar gràcies a una adequada elecció d'actors i a la seva perícia tècnica. El director acostumava a assajar molt les seves preses i deixava poc espai a la improvisació. Per a incloure a tan extensa família en pantalla recorre a diverses solucions, com la filera que formen en arribar a la destinació estival. En altres casos, la seva habilitat tècnica s'aprecia també en els seus enquadraments del gran nombre de personatges que apareixen en pantalla, recorrent a la profunditat de camp, el reencuadre i les constants entrades i sortides de personatges. Bon exemple és la seqüència inicial que ens presenta als membres de la família mentre dormen, o també aquella que mostra a tota la tribu contemplant a través de la finestra el televisor del veí de davant.
Aquests elements, units als seus espurnejants diàlegs, confereixen a la pel·lícula un gran dinamisme. Tant la càmera com els actors es mouen amb soltesa, i el muntatge fa que les situacions se succeeixin amb rapidesa. Tot això recorda al cinema coetani de Luis García Berlanga, sensació que es veu reforçada per l'existència de situacions «berlanguianes», com la de l'avi jugant a naus espacials amb els nens, el padrí vestit de pastor nadalenc amb un xai a l'esquena i altres. Un dels assoliments de Palacios en aquesta pel·lícula és l'hàbil dosatge de tres elements que sap conjuminar sense que resultin embafadors: el moralisme didàctic i exemplificador, la comèdia lleugera i el melodrama tendrista.

## Interpretació

### Albert Closas

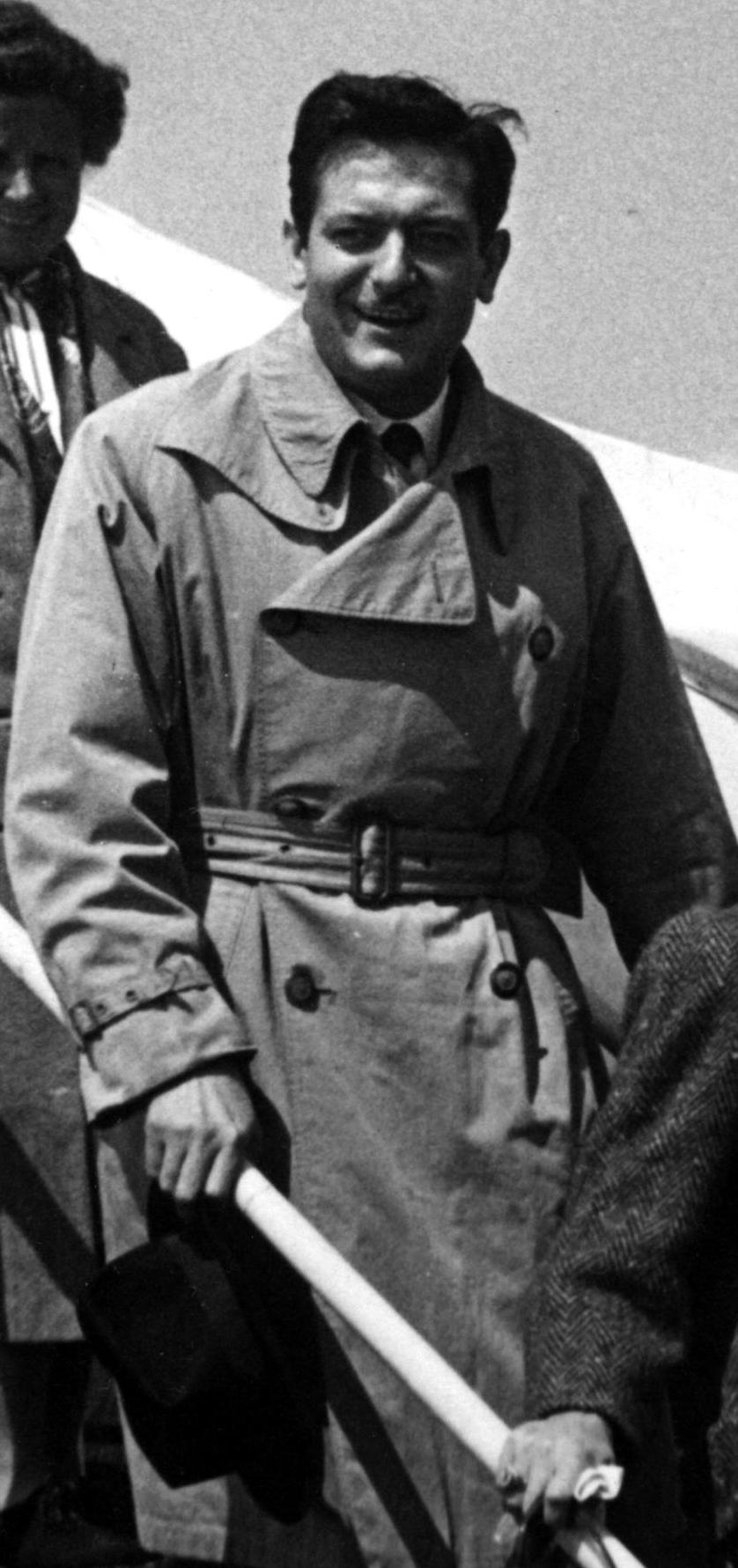
Albert Closas encarna al paterfamilias

Alberto Closas encarna a Carlos Alonso, el cap de família. Exiliat des de molt jove, Closas va començar la seva carrera teatral a Xile i Argentina en la companyia de Margarita Xirgu. Aviat va passar al cinema, enfrontant-se com a galant amb les principals actrius llatinoamericanes del moment: Zully Moreno, Dolores del Río, Eva Duarte o Mirtha Legrand. En 1955 retornà a Espanya protagonitzant la notable Muerte de un ciclista, de Juan Antonio Bardem, i aviat col·laboraria en pel·lícules comercials d'èxit, diverses d'elles basades en obres teatrals: La vida en un bloc (1956), de Luis Lucia; Una muchachita de Valladolid (1958), de Luis César Amadori o El baile (1959) d'Edgar Neville. En 1962 el seu caixet era molt alt, hasta el punto de que de los seis millones de pesetas que costó La gran familia, medio millón correspondía a la remuneración del popular actor.
fins al punt que dels sis milions de pessetas que va costar La gran família, mig milió corresponia a la remuneració del popular actor.
Carlos Alonso representa totes les virtuts del pare de família ideal: té autoritat però no és autoritari, és orgullós però no vanitós, és treballador, honrat, bon cristià, optimista i positiu. En una seqüència paradigmàtica, després d'haver castigat justament a l'únic fill que ha suspès el curs privant-li de les vacances a la platja, la resta de la prole —i l'avi— es rebel·larà contra la sanció i li farà reconsiderar l'aplicació d'una pena que ell mateix no desitja. Paradoxalment, la invocació expressa a la presa democràtica de decisions no era infreqüent al cinema espanyol de l'època malgrat la dictadura que regia el país.
El personatge apareix com patriarca, i és mostrat tant en la seva faceta privada —en el context casolà, en el qual és a un temps font d'autoritat i proveïdor de recursos econòmics— com a pública —en el seu treball com aparellador ajudant al desenvolupament econòmic espanyol en el camp de la construcció— de forma indivisible.

### Amparo Soler Leal
Amparo Soler Leal era ja una experimentada actriu malgrat la seva joventut. Filla d'actors, havia debutat en el teatre als tretze anys i havia treballat en sis pel·lícules amb anterioritat, entre elles la famosa Plácido. L'any anterior ja havia format parella amb Closas a Usted puede ser un asesino, versió cinematogràfica dirigida per José María Forqué a partir de l'obra teatral homònima d'Alfonso Paso.
L'actriu dona vida a Mercedes, l'abnegada esposa i mare. El personatge és tot un paradigma de la ideologia dominant a l'Espanya de l'època: mare fecunda, pràctica, recaptosa, assenyada i total. Dona cohesió al grup familiar i administra amb eficàcia els diners guanyats pel seu espòs. Podem veure-la convencent als fills que certes despeses són supèrflues i discutint amb els comerciants el preu dels productes. Es tracta d'un rol que ha envellit malament i que avui pot ser vist com a masclista i reaccionari, però que en el seu moment tenia tints de oberturisme. El seu paper representa el paradigma de «àngel de la llar» més pròpia del segle xix, però prolongat per la ideologia franquista. La interpretació de Soler fa creïble al seu personatge a pesar que ella mateixa només portava set anys als actors que interpretaven als fills majors.
L'optimisme infatigable del personatge està absent en la part final de la pel·lícula, quan la desaparició del petit Chencho posa a prova la seva tolerància. Allí la interpretació de Soler Lleial adquireix més matisos i demostra la seva aptitud per a la tragèdia. Exemples d'això són la seva angoixa en rebre la notícia, la sentida descripció del fill perdut que proporciona a les autoritats o el duríssim retret que dirigeix contra l'avi, a qui considera responsable de l'extraviament del nen.
La pel·lícula va llançar Soler com una acreditada intèrpret de comèdia. L'actriu va veure reconegut el seu treball amb el premio «Fotogramas de Plata» al millor intèrpret de cinema espanyol —tant masculí com femení— en l'edició de 1963 atorgat per la revista Fotogramas, i amb el premi concedit pel Cercle d'Escriptors Cinematogràfics en la categoria de millor actriu principal

### José Isbert
El veterà José Isbert va realitzar una de les últimes interpretacions importants de la seva llarga carrera. Encarna a l'avi, un vellet que —com si fos el setzè fill— llegeix còmics i juga amb petards, naus espacials i nines. La seva presència és fonamental en la tercera part de la pel·lícula, ja que és la seva distracció a la Plaça Mayor el que ocasiona la pèrdua del petit Chencho. El seu desesperat crit de «Cheeencho!» forma part de la memòria de la història del cinema espanyol. Això provoca el drama i la consciència de l'ancià de la seva pròpia vellesa i de la immediatesa de la mort. És particularment significativa la malenconiosa seqüència en la qual se li vé mastegar una galeta abatut per la desolació i la ferida infligida en el seu amor propi.
Isbert va compondre amb convicció i amb la seva característica ronquera a un entranyable personatge. Durant el rodatge realment va tractar als nens com si fossin nets seus, particularment al que interpretava al petit Chencho amb el qual va tenir una especial relació. A causa de la seva avançada edat, podia dormir-se en el plató amb tota la mainada al seu voltant i calia despertar-li per a continuar el rodatge. Per a molts espectadors, el principal record de la pel·lícula que perdura en la seva memòria és el d'un nen petit perdut i un avi desesperat i turmentat per la culpa, sentint-se inútil per l'edat.

### José Luis López Vázquez
El conegut actor José Luis López Vázquez interpreta al padrí. Es tractava d'un actor imprescindible en les comèdies espanyoles del moment. De fet, també havia intervingut a Usted puede ser un asesino junt a Closas i Soler Leal.
Un sector de la crítica censura la seva sobreactuació —consistent en el seu hàbit de marcar cadascuna de les síl·labes de la frase amb finalitats còmiques— i considera que López és l'excepció a un repartiment ben dirigit per Palacios. No obstant això, la vis còmica de l'actor va fer que el personatge del padrí que socorre a la família en moments de dificultat fos un dels més recordats pel públic. Els crits infantils de «Padrino búfalo!» són recordats pel públic de diverses generacions.

### Secundaris

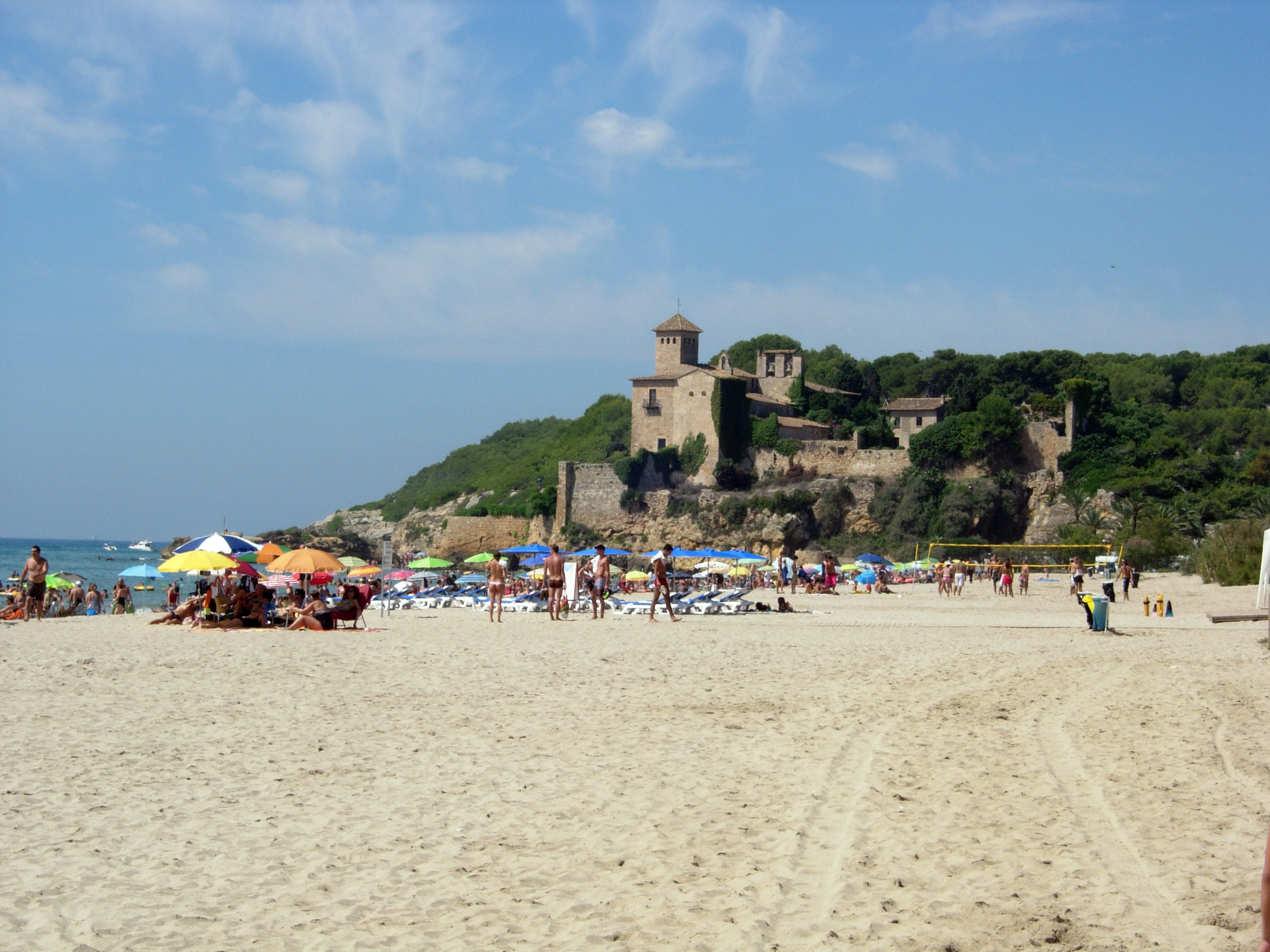
Les platges de Tarragona acullen les vacances de la família

És la llarga llista d'actors de repartiment la que col·labora pronunciant els més enginyosos diàlegs dels guionistes. Erasmo Pascual compon a un molt divertit Eulogio, conserge de l'edifici en el qual resideix la família. Es caracteritza per intentar emprar un llenguatge culte amb escàs èxit, donant lloc a repetides frases jocoses: «Tendrán que subir a pie, uséase, motu propio, porque el ascensor no funciona»; el timbre «sonar sí que suena, pero a todos les da calambre, uséase, electrólisis»; «a mí me es indiferente, uséase, inverosímil»; «el señorito Críspulo ha hecho otro barbarismo» (quan comet una entremaliadura). També empra pintorescos neologismes de la seva invenció, tals com «reprimendación» o «incomodismo».
També destaca José Orjas com el veí de la família. Davant la reiterada col·locació de petards per Críspulo, que altera la pau de la seva llar, la seva esposa li recorda que és el president de la comunitat de propietaris i li demana que exerceixi tal autoritat. El sofert marit li farà veure que davant aquesta calamitat res pot un president i que fa falta un rei: Herodes. Altres intèrprets destacats són María Isbert, Julia Caba Alba o José María Caffarel.
Menys còmic és la comesa de l'actor argentí Jorge Rigaud, qui interpreta un paper brevíssim però intens. Igual que va fer a El día de los enamorados, el seu personatge exerceix un rol d'enllaç amb el transcendent. Es tracta del rei Gaspar al qual visita el petit Críspulo per a anul·lar tot la seva comanda de regals anterior a canvi de la reaparició del seu germanet Chencho.

#### Els fills
Entre els fills hi havia un veterà de l'escena; el jove Jaime Blanch —que als seus vint-i-dos anys era sol set més jove que la seva suposada mare— tenia ja una llarga experiència cinematogràfica. L'any anterior havia participat al costat de Marisol a Ha llegado un ángel, de Luis Lucia. També Carlos Piñar tenia experiència i havia rodat Margarita se llama mi amor l'any anterior. La jove María José Alfonso,no obstant això, feia la seva presentació al cinema. El seu nuvi va ser interpretat per un jove Paco Valladares, qui va haver d'aprendre a muntar amb motocicleta per a representar la seva arribada a Tarragona.
Segons va relatar l'operador de fotografia Juan Mariné, els nens van ser seleccionats amb gran cura per un comitè integrat per productor, director, cap de producció, ajudant de direcció i el mateix Vaig marinar. Va afirmar que el tribunal no va acceptar cap recomanació i els nens eren identificats amb números per a evitar favoritismes. Quinze dies abans del començament de la filmació, l'equip va començar a jugar amb ells, de manera que el rodatge pròpiament dit va continuar sent un joc per a ells.
Debutant era també el petit Pedro Mari Sánchez. El jovencísimo actor interpreta a l'entremaliat Críspulo «el petardista», qui realitzarà una emotiva visita al rei mag encarnat per Jorge Rigaud durant la qual demana la substitució de totes les joguines que havia demanat anteriorment pel retorn del seu extraviat germanet Chencho. L'actor era igual de revoltós que el personatge. Igualment nova al cinema era Chonette Laurent, que va interpretar a Luisa «la coqueta», una adolescent capaç de despistar als seus examinadors amb els seus encants.

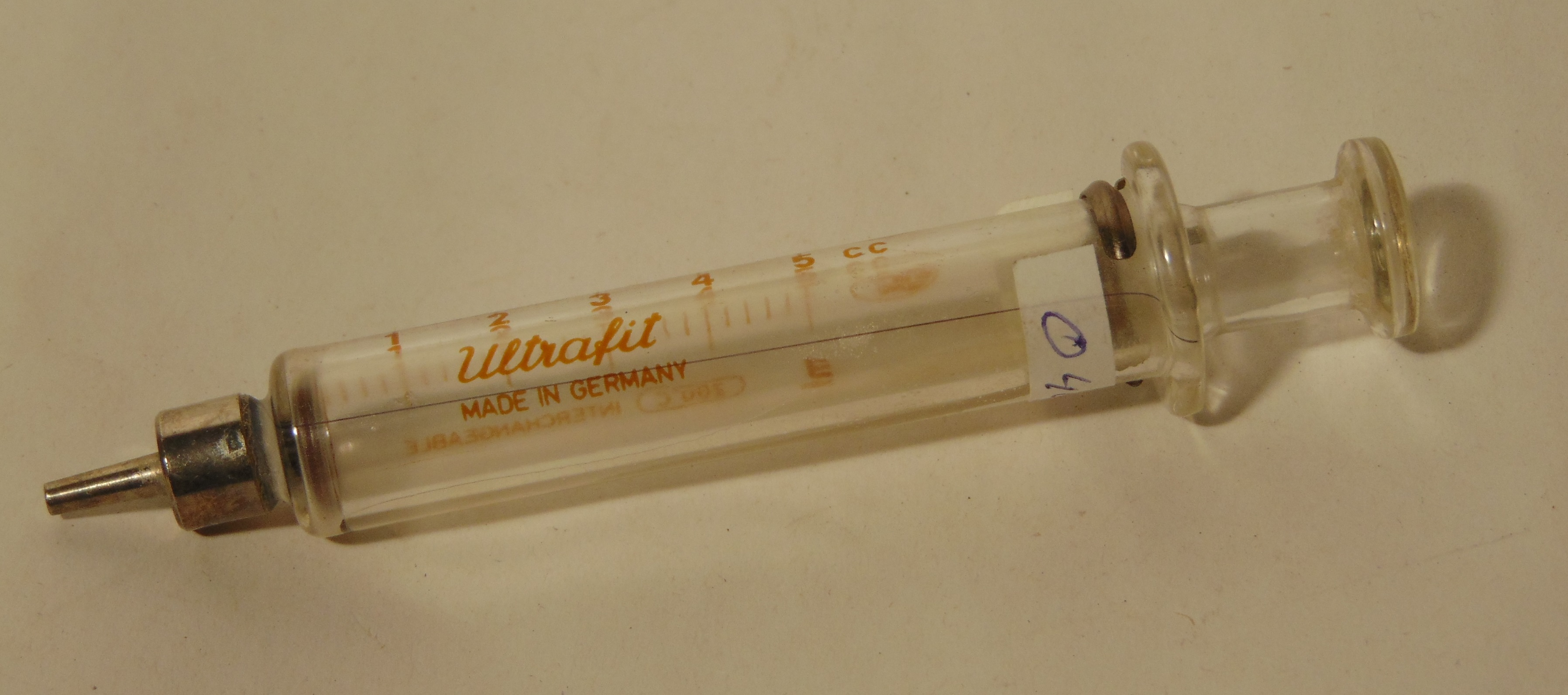
La vista d'unaxeringa estimulava la vena dramàtica del jove Chencho

També faria carrera cinematogràfica amb posterioritat la petita Maribel Martín, qui interpreta amb gran desimboltura a Sabina «la traductora». Martín ja havia treballat amb Palacios a Tres de la Cruz Roja i el director la va cridar per a integrar la seva àmplia família.
La direcció dels més petits va resultar complicada. El nen que interpretava al petit Chencho havia de plorar en algunes seqüències i no era fàcil explicar això a un actor de la seva edat. Per a aconseguir-ho, l'ajudant de direcció informava la criatura que li havien de posar una injecció. La vista de la xeringa o el seu mer esment bastaven perquè li brollessin les llàgrimes. El mètode era summament eficaç, encara que disgustava al seu "avi", Pepe Isbert. En altres situacions era necessari que el petit dormís. L'única solució era apagar totes les llums i esperar que li arribés el somni. El problema era que també aplegava vegades a Isbert.

## Música
La banda sonora està composta per l'argentí Adolfo Waitzman. La crítica ha assenyalat els seus encerts descriptius tant d'ambients com d'estats d'ànim. En particular, es ressenyen la sintonia inicial que acompanya als títols de crèdit, l'ús dels nadales en la tercera part de la pel·lícula i la malenconiosa balada de comiat a la platja —acompanyada de guitarra i harmònica— que assenyala el punt final de les vacances i d'algun dels romanços estiuencs. Per contra, ha censurat certs efectes massa redundants. Hi ha uns 58 blocs musicals diferents que duren en conjunt 37 minuts. El ritme de marxa en compàs binari que sona al principi i que remarca la situació de ritme i moviment apareix amb nombroses variacions al llarg de tot el film, convertint-se en autèntic leitmotiv associat al concepte familiar. La seva repetició al llarg del film remarca els llaços de sang existents entre els protagonistes. D'altra banda, el pare és l'únic personatge que no és presentat amb els concordes de la melodia, sinó que ell mateix la taral·lareja mentre baixa les escales, realçant així el seu paper de patriarca.

## Recepció
En presentar la cinta en el ministeri per a la seva classificació d'acord amb els criteris llavors imperants per a la promoció del cinema, Masó va aconseguir que fos declarada com a «Pel·lícula d'Interès Nacional», la qual cosa garantia la seva rendibilitat gràcies a la subvenció rebuda. Va ser estrenada en el cinema Lope de Vega el 20 de desembre de 1962 i va tenir un excel·lent acolliment popular. No obstant això, a les dues setmanes l'exhibidor va dir que calia traslladar-la a una altra sala. Quan Masó va preguntar quin era el motiu, li van dir que les sessions vespertines s'omplien de públic, però que la funció de nit no era per a una pel·lícula infantil. El productor es va indignar i va explicar que no era una pel·lícula infantil sinó familiar, però no va servir de res. El problema era que el cinema Proyecciones, que va ser el triat per a continuar l'exhibició del film, era una sala decadent i poc prometedora. No obstant això, La gran familia es va projectar durant altres quaranta-set setmanes consecutives, el que va constituir un notable èxit de públic:
El film va ser presentat en el Festival de Canes, on va aconseguir el Premi de la Joventut. A més, va tenir una bona distribució internacional; a Mèxic va obtenir el que es podia considerar un gran èxit per a una pel·lícula espanyola, perquè va romandre onze setmanes seguides en cartell.
L'opinió de la crítica va ser dispar. El film va collir importants reconeixements d'àmbit nacional. A més dels ja esmentats premis concedits per Fotogramas i el Cercle d'Escriptors Cinematogràfics a la solvent interpretació de Amparo Soler Leal, la cinta va rebre també el segon premi del Sindicat Nacional de l'Espectacle. No obstant això, els mitjans especialitzats afins a la oposició al règim van ser molt negatius. Així, en el número 16 de la revista Nuestro cine —publicat el gener de 1963— José Luis Egea va descriure així la pel·lícula: «Cinema enganyós i cinema mal fet, cinema-mentida. Cinema deshonestedat. Cinema immoral».
Com a conseqüència de l'èxit, el mateix equip principal va realitzar pocs anys després La familia y uno más (1965) també amb la direcció de Fernando Palacios. L'impacte que la primera pel·lícula va tenir sobre el públic va fer que en 1979 —en plena transició política— el propi Pedro Masó dirigís amb molt menys èxit La familia bien, gracias. Amb el temps, la pel·lícula s'ha convertit en habitual en les passades televisives nadalenques.

## Rerefons ideològic

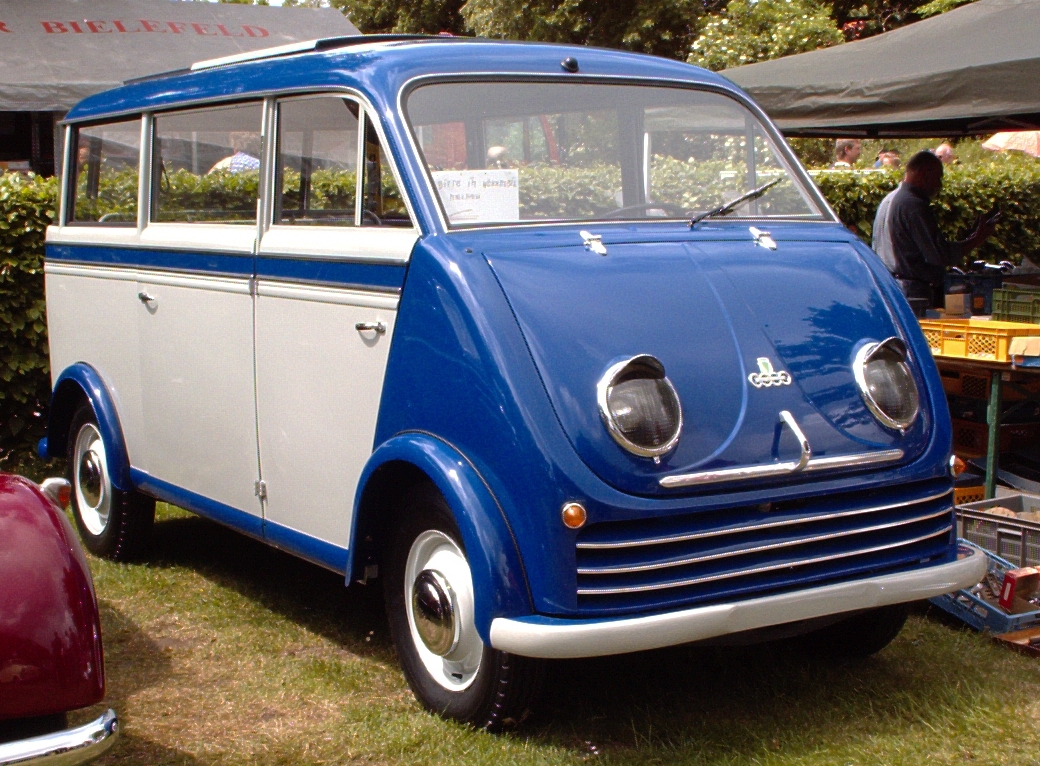
La família disposa d'una furgoneta no gaire diferent d'aquesta

Diferents estudiosos del film l'assenyalen com un dels principals exponents de la ideologia de la dictadura franquista imperant a Espanya en aquell moment. Suposa una harmoniosa conjunció dels valors del denominat desenvolupisme amb els del catolicisme tradicional. El foment de la natalitat era un dels objectius del règim i això es reflecteix en diàlegs com el que mantenen el pare interpretat per Alberto Closas i el funcionari del Ministeri d'Hisenda que ha d'abonar-li la gratificació pel nombre de fills:
| « | Funcionari d'Hisenda.– Si hi hagués molts com vostè s'arruïnarien els contribuents espanyols. Carlos.– I vostè, quants fills té? Funcionari.– Cap. Vaig preferir quedar-me solter. Carlos (gesticulant exageradament).– Perquè si hi hagués molts com vostè aviat no quedarien ni contribuents, ni espanyols, ni res (riure general). | » |

El missatge coincidia plenament amb el dels reportatges de NO-DO en els quals Franco premiava als pares de famílies nombroses. Per això no és estrany que La gran familia fos declarada oficialment com a «Pel·lícula d'Interès Nacional», i fou un dels últims films a beneficiar-se d'aquest reconeixement abans que el director general de Cinematografia José María García Escudero acabés en 1964 amb la vella classificació. El reconeixement oficial suposava que la productora obtenia el major subsidi estatal possible en la indústria cinematogràfica espanyola de l'època.
El missatge catòlic s'aprecia en frases que el pare dirigeix al seu cònjuge amb mirada lànguida, tals com «Això del matrimoni està però que molt ben inventat; és com un món per a dos. Tota la resta queda fora.» o «M'has donat no sols la teva esperança, sinó quinze esperances». Frases distants dels enginyosos diàlegs que trufen la pel·lícula. També davant la consternació del seu fill gran per haver suspès una única assignatura afirma: «Déu ens examinarà a tots».
La identificació amb el règim es percep en el fet que, a pesar que la nombrosa família de disset membres —l'avi cobra una petita pensió de jubilació— viu de la gairebé única font d'ingressos que suposa el constant treball del paterfamilias, es permet disposar d'un ampli pis amb dos banys i calefacció central situat en un bon barri, una furgoneta DKW i minyona. I també pot passar un mes de vacances a la platja gràcies a l'obra d'Educación y Descanso dels sindicats verticals oficials. I tot això només passant algunes petites dificultats a final de mes. Es retrata així una Espanya endreçada i sense problemes estructurals; amb dificultats però sense pobresa.
A més, en la pel·lícula totes les institucions funcionen a la perfecció: el sistema educatiu, el funcionariat, el sindicat, la policia i la televisió, que organitza un eficaç programa per a col·laborar en la cerca del petit Chencho que resulta un notable precedent dels molt posteriors programes de telerealitat.
També s'ha assenyalat que La gran familia exposa l'ideal que el règim tenia respecte al tipus de família ideal i el repartiment de tasques entre els dos sexes. No només el pare és qui treballa fora de casa i la mare qui s'ocupa de la llar. També observem que el fill major estudia per a ser arquitecte mentre que la filla major ajuda a la seva mare en les feines de casa i aspira a contreure matrimoni. Fins i tot quan apareix una dona integrada en el mercat laboral —la professora particular— es decideix per formar una nova família amb el padrí.

## Premis
| Categoria                                                          | Premiats                                |
| ------------------------------------------------------------------ | --------------------------------------- |
| Segon premi del Sindicat Nacional de l'Espectacle                  |                                         |
| Premi del Sindicat Nacional de l'Espectacle al millor guió         | Pedro Masó Rafael J. Salvia Antonio Vic |
| Medalla del Cercle d'Escriptors Cinematogràfics a la millor actriu | Amparo Soler Leal                       |
| Fotogramas de plata al millor intèrpret                            | Amparo Soler Leal                       |
| Premi de la Joventut del Festival de Canes                         |                                         |

## La saga La gran Familia
- La gran familia (1962), dirigida per Fernando Palacios.
- La familia y uno más (1965), dirigida per Fernando Palacios.
- La familia, bien, gracias (1979), dirigida per Pedro Masó.
- La gran familia... 30 años después (1999), dirigida per Pedro Masó.